# Patissa rubrilinealis
Patissa rubrilinealis là một loài bướm đêm trong họ Crambidae.